# Inventario
El inventario es una relación detallada, ordenada y valorada de los elementos que componen el patrimonio de una empresa o persona en un momento determinado. Antiguamente lo normal era que los inventarios se realizaran por medio físico (se escribían en un papel), pero ahora se suelen mantener en bases de datos de manera centralizada a toda una empresa, aunque haya empresas o tiendas pequeñas que lo sigan haciendo con papel.
El inventario es:
- detallado porque se especifican las características de cada uno de los elementos que integran el patrimonio.
- ordenado porque agrupa los elementos patrimoniales en sus cuentas correspondientes y las cuentas en sus masas patrimoniales.
- valorado porque se expresa el valor de cada elemento patrimonial en unidades monetarias. La variación de números que encontramos en un inventario por ejemplo el reencuentro de datos de la empresa

## Aplicación
La filosofía de justo a tiempo se fundamenta en el concepto de cero inventario (lo que se espera es mantener al mínimo los inventarios). Cuando se considera hacer inventario, como el proceso de contar los artículos, se está considerando el enfoque netamente contable.
Cuando existen niveles altos de inflación, el concepto de cero inventario pierde validez, pues en este caso lo mejor para protegerse de la inflación es mantener niveles altos de inventario, especialmente de aquellos artículos cuya tasa de inflación es superior a la inflación promedio, del promedio.
Otro factor negativo en los inventarios es la incertidumbre de la demanda, lo cual dificulta mantener un inventario que pueda satisfacer todos los requerimientos; existen condiciones donde no se pueden cubrir los faltantes de inventarios con la misma rapidez con que se agotan, lo que genera costos por faltantes. En otras ocasiones existen productos que se deterioran por existir en exceso. Queda bajo esta premisa utilizar los costos opuestos, que no es otra cosa que: Si existe mucho inventario, la empresa pierde. Considerando la suma de cada pérdida o ganancia de cada decisión y multiplicada por su probabilidad, se obtiene el valor esperado, llamado también esperanza matemática, que determina la cantidad de inventario que se debe mantener bajo ciertos costos opuestos y ciertas probabilidades de demanda. Su argumento es que siempre se toma la mejor decisión, en términos de probabilidades. La determinación del punto óptimo de pedido es válida para un solo producto, y lo más común es que en una empresa existan cientos y miles de productos, por lo cual la determinación óptima de un producto no significa necesariamente la optimización de todos los lotes.
Comprender el concepto, características y los fundamentos de los sistemas de embarcación de inventarios puede ser de gran utilidad para la empresa, ya que son estos lo que realmente fijan el punto de producción que se pueda tener en un periodo. El administrador financiero debe tener la información pertinente que le permita tomar decisiones sobre el manejo que se le debe dar a este rubro del activo organizacional. En el campo de la gestión empresarial, el inventario registra el conjunto de los bienes propios y disponibles para la venta a los clientes, considerados como activo corriente. Los bienes de una entidad empresarial que son objeto de inventario son las existencias que se destinan a la venta directa o las destinadas internamente al proceso productivo como materias primas, productos inacabados, materiales de embalaje o envasado y piezas de recambio para mantenimiento que se consuman en el ciclo de operaciones.

## Tipos de inventarios
- inventarios finales: se realizan cada vez que se cierra el periodo fiscal, habitualmente el 31 de diciembre;
- inventarios periódicos: se realizan cada determinado tiempo dentro de una empresa;
- inventarios iniciales: se registran todos los bienes de la empresa; solo se documentan los bienes existentes en el o en los días de elaboración. Por lo general se elabora al inicio del periodo contable, que suele ser el 1 de enero;
- inventarios de liquidación legal y política en su proceso;
- inventarios de productos en proceso de fabricación: incluyen los bienes que ha adquirido una empresa de tipo manufacturera o industrial y están en proceso aún de manufactura; se cuantifican a través de la cantidad de materiales, de la mano de obra o de los gastos de fabricación, aplicables a la fecha de cierre;
- inventarios de materias primas: incluyen los materiales que se requieren para la elaboración de los productos y que aún no se han procesado de ninguna manera;
- inventarios de suministros de fábrica: incluyen todos los materiales que se utilizan para la elaboración de los productos, pero que no se pueden cuantificar exactamente; por ejemplo, pintura, lija, clavos, lubricantes;
- inventarios de producción en proceso;
- inventarios de productos terminados: los de los productos que adquieren las empresas manufactureras o industriales y después modifican o transforman para venderlos como productos elaborados por ellos;
- inventarios de materiales y suministros;Son aquellos materiales con los que se elaboran los productos realizados en una empresa, pero que no pueden ser cuantificados de una manera exacta. En las cuales pueden ser: Pintura, lija, clavos, lubricantes, etc.
- inventarios puntuales;
- inventarios forestales;
- inventarios de gestión;
- inventario perpetuo: ayudan a preparar los estados financieros por periodos de tiempo (mensual, trimestral o de manera provisional); el negocio puede calcular el costo del inventario final y el costo de las mercancías vendidas directamente, sin realizar un inventario;
- inventario físico;[3] El Inventario Físico es una estadística física o conteo de los bienes existentes en una organización para identificarla y confrontarla contra la existencia registrada en los libros. El proceso de Inventario Físico requiere de una verificación periódica de las existencias del Activo Fijo con que cuenta una organización a efecto de comprobar el grado de eficacia en la administración y control de sus bienes. La importancia de un Inventario Físico es reunir información relevante que describa de manera detallada el estado de los activos de tal forma que al realizar una consulta se refleje la condición real del bien, de manera que permita la toma de decisiones pertinentes al caso.
- inventario mixto;[4] El Inventario mixto, de una clase de mercancías, cuyas partidas no se han identificado o no pueden identificarse con un lote en particular, entre las características tenemos, inventario de productos terminados, inventario de materia prima, inventario en tránsito, inventario en proceso, inventario en consignación, inventario mínimo, inventario máximo, inventario disponible, inventario en línea, inventario agregado, inventario en cuarentena.
- inventario en tránsito;[5] cuenta todos los materiales y productos que están por llegar de los proveedores a la empresa. Es decir que también son parte de la entidad solo que estos simplemente están en movimiento.
- inventario en consignación;
- inventario máximo;
- inventario mínimo;
- inventario disponible;[5] hace referencia a aquel que se encuentra disponible en ese momento para la venta o producción de nuevos productos. Aquel que como su nombre lo dice esta en perfecta disposición para ser utilizado en cuanto se requiera del mismo
- inventario en línea;
- inventario agregado;
- inventario en cuarentena;[5] es el inventario que debe mantener un tiempo de espera antes de poder ser utilizado en el proceso de producción. Naturalmente tienen que ser productos con una larga duración antes de que expiren.
- inventario de previsión;
- inventario de mercaderías;
- inventario de fluctuación;
- inventario de anticipación;
- inventario intermitente;
- inventario estacional;
- inventario permanente;
- inventario cíclico: permite contar con más frecuencia los artículos de alta rotación que los artículos obsoletos;
- inventario cero;
- inventario de Patrimonio Cultural Inmaterial: como aparece en la Convención para la Salvaguardia del Patrimonio Cultural Inmaterial de UNESCO (2003).
- Inventario sorpresa: es un chequeo inesperado de los activos de una empresa, realizado sin previo aviso. El objetivo es asegurar que los registros contables coincidan con la realidad física, ayudando a detectar errores o fraudes a tiempo.[6]

## Razones por las cuales se requiere mantener inventario
- Reducir costos de pedir. Al pedir un lote de materias primas de un proveedor, se incurre en un costo para el procesamiento del pedido, el seguimiento de la orden y para la recepción de la compra en almacén. Al producir mayor cantidad de lotes, se mantendrán mayores inventarios, pero se harán menos pedidos durante un periodo determinado, y con ello se reducirán los costos anuales de pedir.[7]
- Reducir costos por material faltante. Al no tener material disponible en inventario para continuar con la producción o satisfacer la demanda del cliente, se incurren en costos. Entre ellos, las ventas perdidas, los clientes insatisfechos, costos por retrasar o parar producción. Para poder tener una protección para evitar faltantes, se puede mantener un inventario adicional, conocido como inventario de seguridad.
- Reducir costos de adquisición. En la compra de materiales, la adquisición de lotes más grandes pueden incrementar los costos de materias primas; sin embargo, los costos menores pueden reducirse debido a que se aplican descuentos por cantidad y a menor costo de flete y manejo de materiales. Para productos terminados, los tamaños de lote más grande incrementan los inventarios en proceso y de productos terminados; sin embargo, los costos unitarios promedio pudieran resultar inferiores debido a que los costos por maquinaria y tecnología se distribuyen sobre lotes más grandes.

Cuando iniciamos la producción de un lote, el riesgo que resulten muchas piezas defectuosas es grande. Los operarios podrán estar aprendiendo, quizás no se alimenten los materiales correctamente, las máquinas necesitan ajuste y deberá producirse una cierta cantidad de producto antes que la situación se estabilice. Lotes de mayor tamaño, menos cambios por año y menos desperdicio.

## Razones por las cuales no se desea mantener inventario
Se desea reducir los inventarios debido a que, al aumentar los niveles, ciertos costos aumentan, por ejemplo:
- Costo de almacenaje. Entre los costos en los que se incurren para almacenar y administrar inventarios se encuentran: intereses sobre la deuda, intereses no aprovechados que se ganarían sobre ingresos, alquiler del almacén, acondicionamiento, calefacción, iluminación, limpieza, mantenimiento, protección, flete, recepción, manejo de materiales, impuestos, seguros y administración.
- Dificultad para responder a los clientes. Al existir grandes inventarios en proceso se obstruyen los sistemas de producción, aumenta el tiempo necesario para producir y entregar los pedidos a los clientes, con lo que disminuye la capacidad de respuesta a los cambios de pedidos de los clientes.
- Costo de coordinar la producción. Inventarios grandes obstruyen el proceso de producción, lo cual requiere mayor personal para resolver problemas de tránsito, para resolver congestionamiento de la producción y coordinar programas.
- Costos por reducción en la capacidad. Los materiales pedidos, conservados y producidos antes que sean necesarios desperdician capacidad de producción.
- Costos por productos defectuosos en lotes grandes. Cuando se producen lotes grandes se obtienen inventarios grandes. Cuando un lote grande sale defectuoso se almacenen grandes cantidades de inventario defectuoso. Los lotes de menor tamaño (y con ello una reducción en los niveles de inventario) pueden reducir la cantidad de materiales defectuosos.

## Costos del inventario
Los costos relevantes de los involucrados en la administración del desarrollo de los inventarios son:

### Costo de pedido
Se le llama costo de pedido al costo generado por las actividades efectuadas en una solicitud de reaprovisionamiento de existencias, que pueden comprender por ejemplo el costo del papel, el costo del teléfono, el costo de preparación y otros.

### Costo de almacenaje de inventario
Se le llama costo de almacenaje a todos los procesos y actividades efectuadas para mantener el orden, buen estado y existencia del inventario dentro de la planta, incluido el costo de inmovilizado del producto, el costo de limpieza, el costo de espacio.

### Costo total del inventario
El costo total de inventario es la suma de los dos costos anteriores: costo anual de almacenaje y costo anual de pedido, según la fórmula siguiente:
{\displaystyle CT={\frac {QCh}{2}}+{\frac {DCo}{Q}}}
CT = costo total anual de inventario
Q= tamaño del pedido para reaprovisionar el inventario, en unidades
C= valor de artículo manejado en inventario, en $$/unidad
h= costo de manejo como porcentaje del valor del artículo, porcentaje/año
D= demanda anual de artículos, que ocurre a una cierta tasa constante en el tiempo, en unidades/año
o= costo de adquisición, en dólares/pedido

## Gestión de inventarios
Cuándo y cuánto son las preguntas en las que se basa la gestión de existencias. En efecto, si se reaprovisiona el inventario en periodos cortos de tiempo, la cantidad pedida debe ser pequeña, lo cual reduce el costo de almacenaje pero incrementa el costo de realizar los pedidos; si se repone el inventario en periodos largos de tiempo, la cantidad pedida debe ser grande, lo cual reduce el costo de hacer el pedido, pero incrementa el costo de almacenamiento.
En la gestión de inventarios existen modelos de reaprovisionamiento de inventario que tratan de equilibrar los costes y reducirlos al máximo. Con estos modelos es posible saber cuánto pedir y cuándo pedir.
EOIEconomical Order Interval
Con los modelos de intervalo fijo entre pedidos se determina un intervalo fijo óptimo para llevar a cabo las revisiones de inventario. Entonces cada vez que se hace un pedido, se piden existencias por la diferencia entre algún máximo y la cantidad de que se dispone.
POQPeriodic Order Quantity
POQ determina el número de periodos de demanda que serán cubiertos por cada pedido. Este intervalo se calcula usando la demanda promedio y se redondea al entero siguiente mayor a cero. Cada cantidad pedida cubre los requerimientos proyectados para el próximo intervalo con pedidos que varían según los requerimientos.
PPAPart Period Algorithm
Este algoritmo es un método heurístico de enfoque para la determinación de los tamaños de lote que los determina equilibrando los costes de pedido y de almacenamiento. Selecciona el número de periodos que deben ser cubiertos por un pedido de reaprovisionamiento tal que los costes acumulados de almacenamiento apenas excedan los costes de pedido. Debido a la naturaleza discreta de los requerimientos, un tamaño de pedido se incrementa en la misma medida en que los costes acumulados de almacenaje son menores o iguales al coste de pedido. El objetivo es determinar tamaños de lote que incluyan un número entero de periodos.
IPPAIncremental Part Period Algorithm
Este algoritmo es similar al algoritmo PPA, excepto que, en lugar de equilibrar los costes acumulados de almacenamiento y de hacer el pedido, equilibra los costos incrementales. El algoritmo incrementa los tamaños de pedido a medida que los costes incrementales de almacenaje son menores o iguales que los costes de pedido. El objetivo es determinar tamaños de lote que incluyan un número entero de periodos de requerimientos. De manera similar al método anterior.

## ¿Cuántas existencias hay que pedir?
Los siguientes modelos dan respuesta a la pregunta: ¿Cuánto pedir?

### Cantidad económica de pedido (EOQ)
Consiste en encontrar el punto en el que los costes por hacer el pedido de los artículos y los costes por mantenerlos en inventario son iguales. Se trata de un método que no da una solución óptima, pero sí se aproxima a ésta.

### Lote económico de producción (EPQ)
Los artículos se producen y se adicionan al inventario gradualmente en lugar de un solo pedido. El modelo EPQ asume entregas graduales continuas al inventario (tasa de reemplazo finita) a lo largo del periodo de producción. Con una tasa de reemplazo finita, el nivel de inventario nunca será del tamaño del lote de producción, dado que la producción y el consumo ocurren simultáneamente durante el período de producción.

### Heurística de Silver y Meal
Edward Silver y Harland Meal desarrollaron el modelo heurístico Silver-Meal basado en la determinación del costo promedio por periodo a medida que el número de periodos de reemplazo se incrementa. Un pedido de reaprovisionamiento se efectúa cuando el primer coste promedio se incrementa. Este método selecciona tamaños de lote que incluyen un número entero de periodos de requerimientos tal que los costos relevantes totales (costo de almacenaje y de pedido) por periodo se minimizan. Este método garantiza un mínimo local para el pedido en curso. Dos situaciones en particular donde este algoritmo no funciona bien son: (1) cuando la tasa de demanda se reduce rápidamente en el tiempo y (2) cuando hay un número grande de periodos con demanda igual a cero.

### Coste unitario mínimo
Este método es similar al del algoritmo de Silver-Meal excepto que, en lugar de promediar los costos a través de los periodos, promedia los costos en las unidades. Este heurístico determina el costo promedio por unidad a medida que el número de periodos en un pedido de reaprovisionamiento se incrementa. Un pedido se envía cuando el coste promedio por unidad se incrementa en primera instancia. El periodo de reemplazo se reinicia y el procedimiento se repite hasta que se obtienen los lotes en el horizonte de tiempo.

## El sistema de clasificación ABC de los materiales
El sistema ABC se usa para clasificar a los materiales según el valor económico que representan del inventario. 
- Los materiales A representan 75 % del valor del inventario. Representan sólo el 20 % de materiales que deben ir en inventario.
- Los materiales B representan 20 % del valor del inventario y el 30 % de los materiales en inventario.
- Los materiales C representan el 5 % del valor del inventario y el 50 % de los materiales en inventario.

Con este sistema se deduce que lo más conveniente que los materiales que mantienen un mayor volumen en el inventario sean los que menor costo representen del mismo.
Deben hacerse excepciones del sistema ABC para ciertos tipos de materiales:
- materiales críticos para producción
- materiales con vida de almacenaje corta
- materiales grandes y voluminosos
- materiales voluminosos sujetos a robo